# Bromsta
Bromsta is een plaats in de gemeente Sigtuna in het landschap Uppland en de provincie Stockholms län in Zweden. De plaats heeft 95 inwoners (2005) en een oppervlakte van 21 hectare. Bromsta wordt omringd door zowel landbouwgrond als bos. De grotere Märsta ligt zo'n vijf kilometer ten zuiden van Bromsta en de stad Sigtuna ligt zo'n twaalf kilometer ten zuidoosten van het dorp.